# Ptecticus nigritarsis
Ptecticus nigritarsis är en tvåvingeart som beskrevs av Mcfadden 1971. Ptecticus nigritarsis ingår i släktet Ptecticus och familjen vapenflugor. Inga underarter finns listade i Catalogue of Life.